# 死的讚美
《死的讚美》（：／），為韓國SBS於2018年11月27日播出的月火連續劇。由《當你沉睡時》朴秀真導演執導及曹秀真編劇合作打造，此劇講述朝鮮最早的公費留學生尹心悳（申惠善飾）和她的戀人、天才劇作家金祐鎮（李鍾碩飾）在玄海灘殉情的故事。

## 劇情簡介
愛國劇作家金祐鎮（李鍾碩飾）和聲樂家尹心悳（申惠善飾）是日本統治朝鮮時代的留學生，某次公演音樂劇兩人相遇，彼此產生好感但卻因為祐鎮已有家室，在世俗眼光下被迫分離。多年後，兩人再次重逢，點燃了彼此的愛火，此時心悳被父親強逼相親結婚以撐起贍養父母和弟妹的重擔。祐鎮熱愛寫作卻被迫放棄而接管父親事業，並與無所戀的妻子為伴。

## 演員陣容

### 主要人物
| 演員   | 角色   | 介紹 |
| 李鍾碩 | 金祐鎮 | 天才劇作家。內斂善於思考的性格讓他能沉下心來創作，因此留下許多著名的戲劇作品，嚮往自由和愛情，可他為了家人只能適應傳統的禮教觀念，聽從父命和沒有感情的女子成婚。 |
| 申惠善 | 尹心悳 | 朝鮮最早的女聲樂家，是第一位公費留學生。天賦異稟的她性格活潑，熱情奔放，作為一名聲樂演唱藝術家，她的感情豐富，藝術細胞極為豐富，但同時也為貧苦的家境苦惱。       |

### 祐鎮的家人
| 演員   | 角色   | 介紹           |
| 金明秀 | 金星圭 | 金祐鎮的父親。 |
| 金詩賢 | 鄭點孝 | 金祐鎮的妻子。 |

### 心悳的家人
| 演員   | 角色   | 介紹                                                                                           |
| 金元海 | 尹錫浩 | 尹心悳的父親。                                                                                 |
| 黃英熙 | 金氏   | 尹心悳的母親。                                                                                 |
| 高甫潔 | 尹聖悳 | 尹心悳的妹妹，在京城的音樂學校畢業後準備前往美國留學，心悳的〈死的讚美〉錄音時是由她擔任伴奏。 |
| 辛載夏 | 尹基誠 | 尹心悳的弟弟，學習聲樂的學生，還不太懂事，想和聖悳一樣去美國留學。                             |

### 同友會巡廻戲劇團成員們
| 演員   | 角色     | 介紹                                                                                         |
| 李知勳 | 洪蘭坡   | 作曲家，愛著心悳，但發現心悳心裡只在乎祐鎮之後就不再靠近她。                                 |
| 丁文晟 | 趙明熙   | 作家，雖比祐鎮大三歲但是祐鎮的摯友。                                                         |
| 吳義植 | 洪海星   | 刻苦的話劇演員，和祐鎮、明熙志同道合，一起在東京成立戲劇藝術協會，是能理解祐鎮孤獨內心的人。 |
| 李俊利 | 友田恭助 | 日本新劇演員，祐鎮在早稻田大學的同學。                                                       |
| 韓恩書 | 韓琦柱   | 女高音、鋼琴家，心悳踏上聲樂家之路的同伴。                                                   |

### 心悳周邊人物
| 演員   | 角色       | 介紹                    |
| 李相燁 | 金弘基     | 尹心悳的未婚夫。        |
| 張鉉誠 | 李龍文     | 京城的富豪。            |
| 李哲民 | 學務股長   | 朝鮮總督府官員。        |
| 金康鉉 | 李瑞求     | NITTO唱片公司文藝部長。 |
| 張赫鎮 | 田內       | NITTO唱片公司社長。     |
| 裴海善 | 聲樂系教授 | 上野音樂學校教授。      |
| 姜有皙 |            | 弟弟的同學。            |

## 原聲帶
- Part.1（發行日期：2018年11月27日）

| 曲序 | 曲目                    | 演唱 | 时长 |
| ---- | ----------------------- | ---- | ---- |
| 1.   | 心知道了（가슴만 알죠） | 昭享 | 5:02 |
| 2.   | 心知道了（Inst.）       |      | 5:02 |

- Part.2（發行日期：2018年12月3日）

| 曲序 | 曲目                  | 演唱   | 时长 |
| ---- | --------------------- | ------ | ---- |
| 1.   | Stay With Me          | 宋荷藝 | 3:46 |
| 2.   | Stay With Me（Inst.） |        | 3:46 |

- Part.3（發行日期：2018年12月4日）

| 曲序 | 曲目                     | 演唱 | 时长 |
| ---- | ------------------------ | ---- | ---- |
| 1.   | Falling In Love          | HYNN | 3:49 |
| 2.   | Falling In Love（Inst.） |      | 3:49 |

## 收視率
| 集數       | 播出日期   | AGB收視率        | AGB收視率      | TNmS收視率       |
| 集數       | 播出日期   | 大韓民國（全國） | 首爾（首都圈） | 大韓民國（全國） |
| ---------- | ---------- | ---------------- | -------------- | ---------------- |
| 1          | 2018/11/27 | 7.4%             | 8.3%           | 5.9%             |
| 2          | 2018/11/27 | 7.8%             | 8.9%           | 6.5%             |
| 3          | 2018/12/03 | 4.7%             | 無數據         | 4.2%             |
| 4          | 2018/12/03 | 5.6%             | 無數據         | 5.1%             |
| 5          | 2018/12/04 | 4.7%             | 無數據         | 無數據           |
| 6          | 2018/12/04 | 6.2%             | 7.0%           | 無數據           |
| 平均收視率 | 平均收視率 | 6.07%            | —              | —                |

- 收視最低的集數以藍色表示，收視最高的集數以紅色表示，而空格則表示該集的收視沒有相關數據。

## 外部連結
- 韓國SBS官方網站 （页面存档备份，存于）

| SBS 月火劇                                    | SBS 月火劇                                   | SBS 月火劇                                 |
| --------------------------------------------- | -------------------------------------------- | ------------------------------------------ |
|                                               | 死的讚美 （2018年11月27日 - 2018年12月4日）  |                                            |
| 狐狸新娘星 （2018年10月1日 - 2018年11月26日） | 福秀回來了 （2018年12月10日 - 2019年2月4日） |                                            |
| SBS 特輯劇                                    |                                              |                                            |
| EXIT （2018年4月30日 - 2018年5月1日）         | 死的讚美 （2018年11月27日 - 2018年12月4日）  | 17歲的條件 （2019年8月5日 - 2019年8月6日） |